# Paul von Derwies

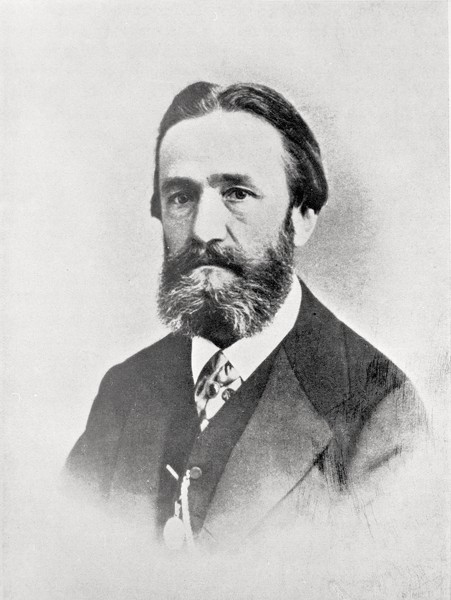
Paul von Derwies

Paul Grigorjewitsch von Derwies (russisch Павел Григорьевич фон Дервиз; * 30. Januarjul. / 11. Februar 1826greg. in Lebedjan; † 2. Junijul. / 14. Juni 1881greg. in Bonn) war ein russischer Eisenbahnunternehmer und Mäzen.

## Leben
Von Derwies stammte aus einer alten Hamburger Familie, deren bekanntester Vertreter der Hamburger Bürgermeister Hinrich Diederich Wiese (1676–1728) war. Dessen Großneffe Johann-Adolf Wiese († 1762) war Jurist, diente in Schweden und trat dann in den Dienst des Herzogs Karl Peter Ulrich von Schleswig-Holstein-Gottorf, der als Peter III. 1762 Kaiser von Russland wurde. Johann-Adolf Wiese ging mit dem Herzog 1740 nach St. Petersburg und trat in russische Dienste. Für treue Dienste erhob ihn der Herzog in den deutschen Adel, so dass er sich nun Johann-Adolf von der Wiese nannte.
Paul von Derwies war Sohn des russischen Staatsrats (V. Rangklasse) und späteren Direktors des Waiseninstituts Gattschina Grigori Iwanowitsch Derwies (1797–1855) und seiner Frau Barbara Nikolajewna Makejew (1798–1848). Er besuchte in St. Petersburg das englische Hirst-Pensionat und studierte dann dort an der Kaiserlichen Hochschule für Rechtswissenschaft. Zur Verbesserung seiner Lebenssituation gab er Klavierunterricht. 1847 schloss er das Studium mit einer Goldmedaille ab.
Nach dem Studium trat Von Derwies in den Dienst des Senats im Heroldsamt. 1850 wurde er Kollegienassessor (VIII. Rangklasse). Während des Krimkrieges diente er im Militäramt im Proviantdepartement. 1857 verließ er den Staatsdienst als Staatsrat, um Unternehmer zu werden.

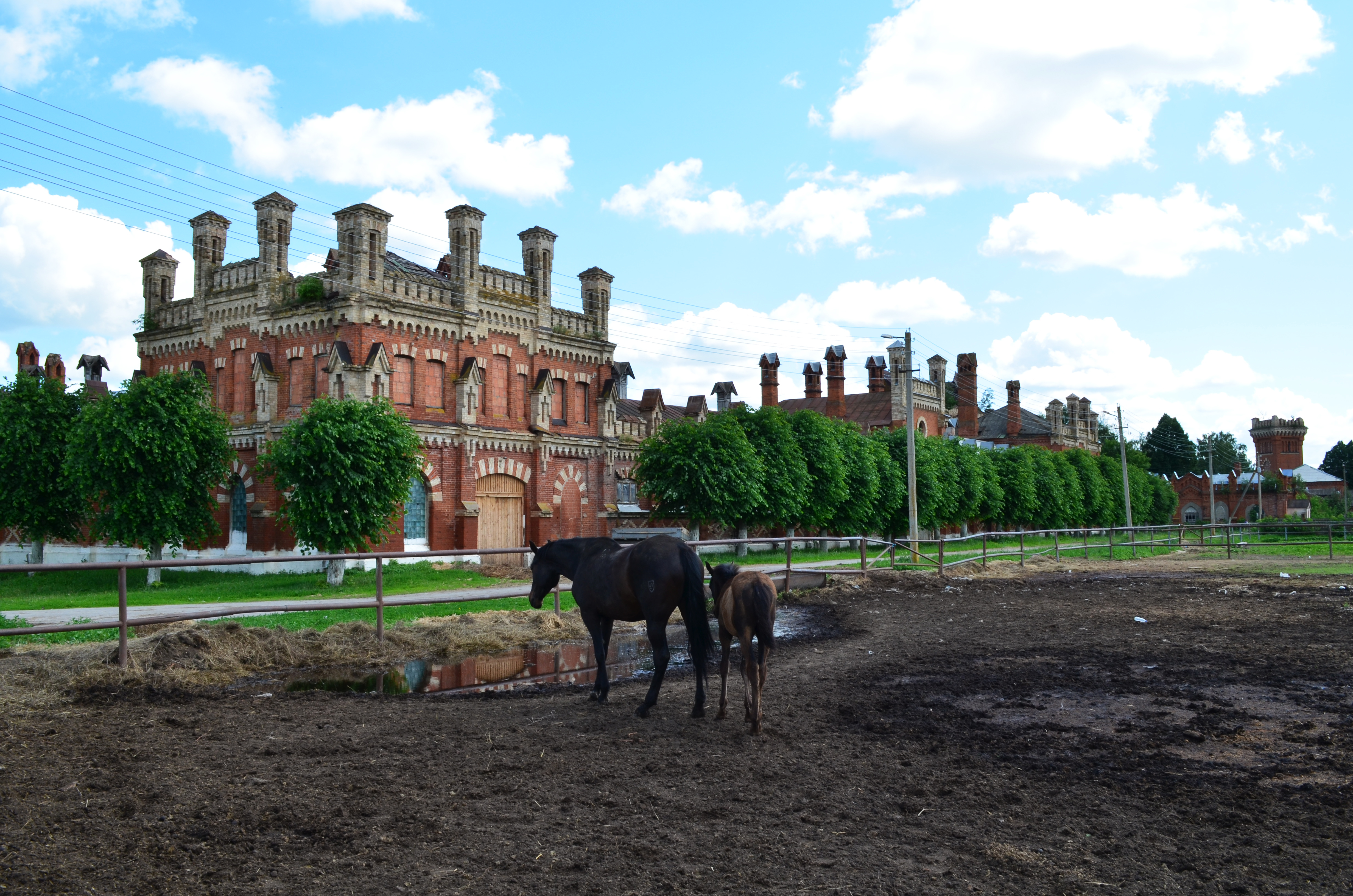
Landsitz und Gestüt Staroschilowo

Von Derwies veröffentlichte in der St. Petersburger Börsenzeitung und den Moskowskije Wedomosti begeisterte Artikel über die Entwicklung des Eisenbahnwesens in Russland. 1859 wurde er Generalsekretär des Präsidenten der 1856 gegründeten Moskau-Saratow-Eisenbahngesellschaft. 1863 wurde er Vorstandsvorsitzender der Moskau-Rjasan-Eisenbahngesellschaft (bis 1868). 1865 wurde er Vorstandsvorsitzender der Rjasan-Koslow-Eisenbahngesellschaft (bis 1868). Dank seiner guten Beziehungen zu Regierungsbehörden erlangte er schnell die Konzession für den Bau und den Betrieb, so dass die Arbeiten bis 1868 abgeschlossen werden konnten. 1866 wurde er Vorstandsvorsitzender der Kursk-Kiew-Eisenbahngesellschaft (bis 1867). Bei allen seinen Eisenbahnunternehmungen war Karl von Meck sein Chefingenieur.

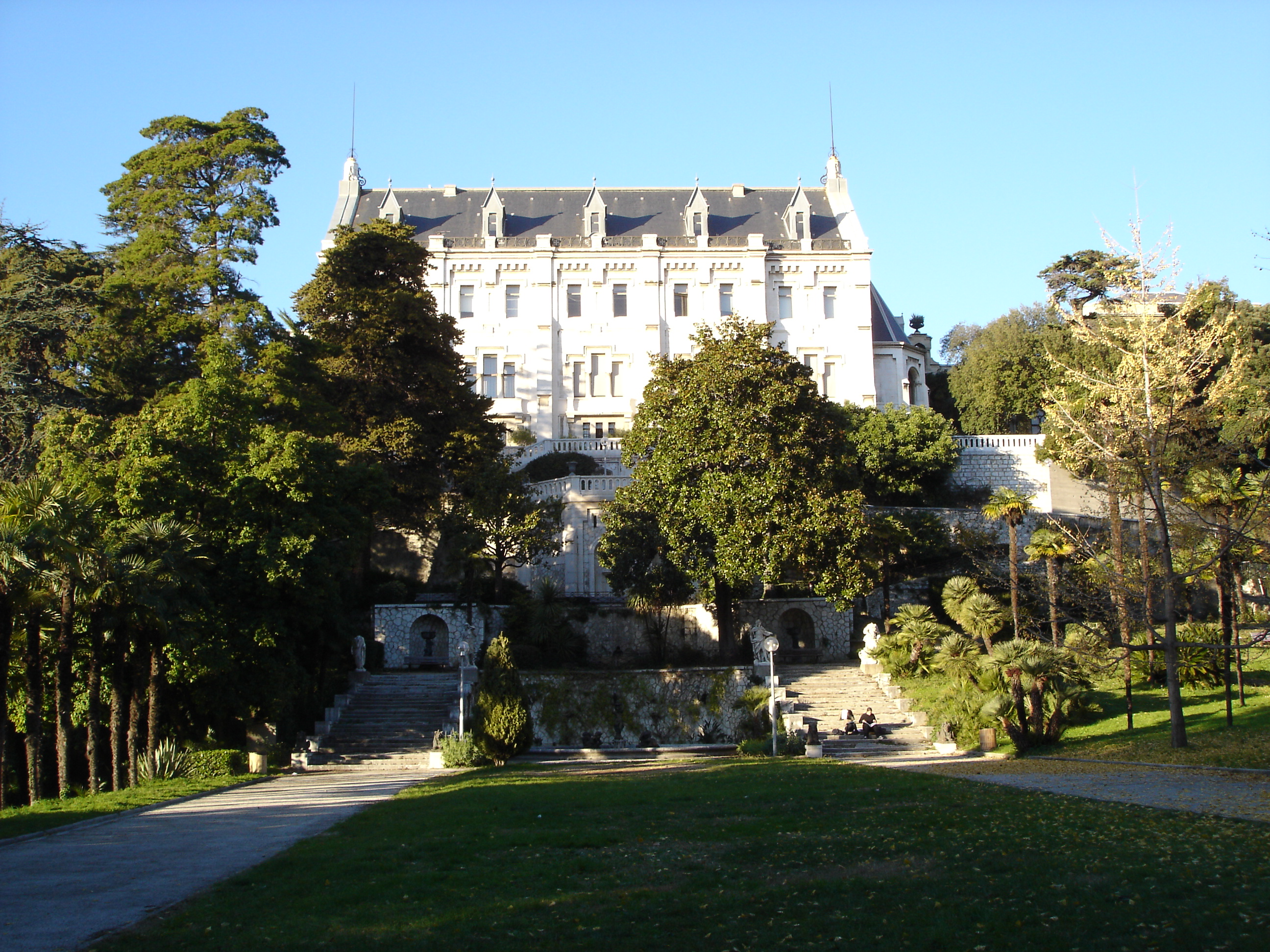
Château Valrose (jetzt im Besitz der Universität Nizza Sophia-Antipolis)

Innerhalb von 10 Jahren sammelte von Derwies ein beträchtliches Vermögen an. Er kaufte das große Landgut Staroschilowo und weitere Immobilien in St. Petersburg, in der Schweiz und in Frankreich. Die Führung seiner Unternehmungen hatte er seinem Bruder Iwan Grigorjewitsch von Derwies übertragen. Er widmete sich der Musik, dem Reisen und dem Euergetismus. 1868 ließ er sich in Nizza nieder und ließ sich auf einem 1867 erworbenen Landgut das neugotische Château Valrose mit einem Konzertsaal bauen. Regelmäßig veranstaltete er dort anspruchsvolle Konzerte, bei denen insbesondere Joseph Joachim, Francis Planté, Adelina Patti und César Thomson auftraten. Zu den Dirigenten gehörten Karel Bendl, Hans Winderstein, Joseph Hasselmans und Karl Müller-Berghaus. Von Derwies komponierte Instrumentalmusikstücke, die Oper La Comtesse de Lascaris und Lieder nach Versen von Puschkin und Lermontow, mit dessen Familie die Familie von Derwies verwandt war.
1871 ließ sich von Dewies in Trevano auf einem Hügel, auf dem sich früher eine mittelalterliche Burg befand, die Villa Castello di Trevano von dem Architekten Robert Gödicke und Botta bauen. Die Hauskirche der Geburt Christi errichtete David Grimm, der auch die Hauskirche in Valrose gestaltete (die dortige Ikonostase befindet sich jetzt in der Chapelle orthodoxe russe Saint-Nicolas auf dem russischen Friedhof in Nizza).
Im Übrigen gab von Derwies viel Geld für wohltätige Zwecke aus und ließ in der Nähe von Valrose ein Asylheim bauen, das heute die École maternelle et École primaire Von Derwies ist. Nach dem frühen Tod seiner Kinder Wladimir (1854–1855) und Andrei (1868–1869) wandte er sich brieflich an den Bürgermeister und den Militärgouverneur von Moskau mit der Bitte um Unterstützung für den Bau eines Kinderkrankenhauses, das in der Tat nach dem Vorbild des 1867 von Prinz Peter von Oldenburg in St. Petersburg eröffneten Kinderkrankenhauses errichtet und 1876 eröffnet wurde und den Namen des Heiligen Wladimir erhielt. Von Derwies war Mitglied der Kaiserlich-Russischen Musikgesellschaft und der Gesellschaft der Freunde der Naturwissenschaft, Anthropologie und Ethnographie sowie des Verwaltungsrats des Jungengymnasiums Rjasan. Für das St. Petersburger Ochta-Institut für Mechanik und Technologie nahm er die Präsidentschaft an.

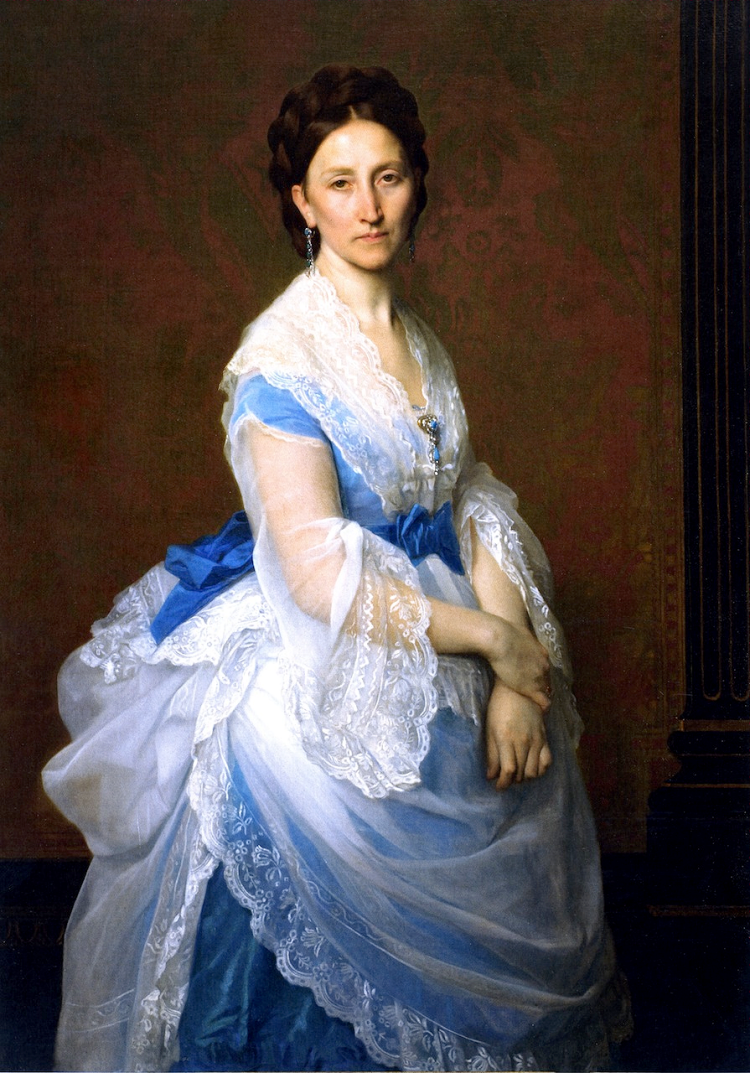
Wera Nikolajewna von Derwies (Alexandre Cabanel, 1871)

Von Derwies war verheiratet mit Wera Nikolajewna geborene Tietz (1832–1903), Tochter des deutschstämmigen Intendanten des Waiseninstituts Gattschina, und hatte fünf Kinder: Wladimir (1854–1855), Sergei (1863–1943), Warwara (1864–1881, Knochentuberkulose), Andrei (1868–1869) und Paul (1870–1943). Ab 1874 lebte Wera Nikolajewna mit den Kindern getrennt von ihrem Mann. Eine Nichte war die Geologin Wera Derwies.
Von Derwies, sein Vater Grigori, seine Frau, seine Tochter Warwara und sein Sohn Wladimir wurden in der Familiengruft in der Kirche des Moskauer Wladimir-Kinderkrankenhaus bestattet (heute steht darauf ein Heißwasserbereiter).